# Dioxys montana
Dioxys montana är en biart som beskrevs av Heinrich 1977. Dioxys montana ingår i släktet Dioxys och familjen buksamlarbin. Inga underarter finns listade i Catalogue of Life.